# Циле
Циле (на латински: Cillae) е пътна станция на римския Военен път (Виа Милитарис), намирала се в местността Калугерица, край северната част на днешното с. Черна гора, община Братя Даскалови, област Стара Загора.
Отбелязана е на Бурдигалския пътеводител от 333 г. като mansio (спирка за пренощуване). Намирала се е на територията, администрирана от Филипопол (дн. Пловдив), на близо 30 римски мили (45 км) източно от града. Изградена е вероятно заедно със строежа на Военния път през 60-те години на I в. сл. Хр.
От тази пътна станция са запазени множество надписи на гръцки от I-III в. сл. Хр., влючително и милиарна колона на Филипополската управа и провинциалния управител Тит Клодий Сатурнин Фид в чест на август Максимин Тракиец и цезар Максим.